# Francisco Villa, Sonora
Francisco Villa är en ort i Mexiko.   Den ligger i kommunen Cajeme och delstaten Sonora, i den nordvästra delen av landet, 1 400 km nordväst om huvudstaden Mexico City. Francisco Villa ligger 64 meter över havet och antalet invånare är 761.
Terrängen runt Francisco Villa är platt. Runt Francisco Villa är det ganska tätbefolkat, med 78 invånare per kvadratkilometer. Närmaste större samhälle är Ciudad Obregón, 18,3 km nordväst om Francisco Villa. Omgivningarna runt Francisco Villa är i huvudsak ett öppet busklandskap.